# C'est dimanche !
Pour plus de détails, voir Fiche technique et Distribution.
C'est dimanche ! est un court métrage français réalisé par Samir Guesmi et sorti en 2008.

## Fiche technique
- Titre : C'est dimanche !
- Réalisation : Samir Guesmi
- Scénario : Samir Guesmi
- Décors : Philippe Jacob
- Photographie : Pascale Marin
- Montage : Pauline Dairou
- Son : Julien Sicart, Loîc Prian et Cédric Lionnet
- Musique : Shantel
- Production : Kaléo Films
- Pays de production :  France
- Durée : 30 minutes
- Date de sortie : France - 9 juillet 2008[1]

## Distribution
- Illies Boukouirène
- Djemel Barek
- Élise Oppong
- Simon Abkarian
- Yann Collette

## Récompenses
- Prix du jury au Festival international du film francophone de Namur 2008[2]
- Prix du public au Festival du court métrage de Clermont-Ferrand 2008[3]